# Cyclophora subangularis
Cyclophora subangularis är en fjärilsart som beskrevs av Adrian Hardy Haworth 1809. Cyclophora subangularis ingår i släktet Cyclophora och familjen mätare. Inga underarter finns listade i Catalogue of Life.